# Sitorajo
Sitorajo is een bestuurslaag in het regentschap Kuantan Singingi van de provincie Riau, Indonesië. Sitorajo telt 1672 inwoners (volkstelling 2010).